# Шкерманкова, Марина Ивановна
Марина Ивановна Шкерманкова (бел. Марына Іванаўна Шкерманкова; род. 9 апреля 1990, Глубокое, Витебская область) — белорусская тяжелоатлетка, бронзовый призёр чемпионата Европы (2013), заслуженный мастер спорта Республики Беларусь (2012).

## Биография
Воспитывалась в семье рабочих. В начале спортивной карьеры занималась лёгкой атлетикой в местной ДЮСШ. Занимала призовые места в областных и республиканских соревнованиях по тройном прыжке и метании копья. Затем поступила в училище олимпийского резерва, куда поехала как легкоатлетка. Однако, уехав в Витебск, начала заниматься тяжелой атлетикой (тренер — Виктор Винник). Учится в Витебском государственном университете имени П. М. Машерова на факультете физической культуры (заочно). Свою спортивную подготовку продолжает в областной школе высшего спортивного мастерства под руководством тренера Виктора Винника.
Двукратная чемпионка Европы среди юниоров (2009, 2010), серебряный призёр молодёжного чемпионата Европы-2009, бронзовый призёр молодёжного чемпионата Европы-2011. Бронзовый призёр на летних Олимпийских играх в Лондоне по тяжелой атлетике среди женщин (вес до 69 кг) — первая медаль белорусской сборной на этих Играх. В октябре 2016 года была лишена бронзовой награды Игр за применение запрещенных препаратов.

## Спортивные результаты
| Год  | Соревнование            | Место проведения | Весовая категория | Рывок  | Толчок | Сумма двоеборья | Место |
| 2011 | Чемпионат мира          | Париж            | до 69 кг          | 107 кг | 131 кг | 238 кг          | 5     |
| 2012 | Летние Олимпийские игры | Лондон           | до 69 кг          | —      | —      | —               | DSQ   |
| 2013 | Чемпионат мира          | Вроцлав          | до 69 кг          | 108 кг | —      | —               | DNF   |
| 2015 | Чемпионат Европы        | Тбилиси          | до 69 кг          | 103 кг | 129 кг | 232 кг          | 3     |
| 2015 | Чемпионат мира          | Хьюстон          | до 69 кг          | 108 кг | 133 кг | 241 кг          | 6     |